# David Price (pugile)
David Price (Liverpool, 6 luglio 1983) è un pugile britannico.

## Palmarès

### Olimpiadi
- 1 medaglia:
  - 1 bronzo (Pechino 2008 nei pesi supermassimi[1])

### Campionati dilettanti dell'UE
- 1 medaglia:
  - 1 oro (Cetniewo 2008 nei pesi supermassimi[2])

### Giochi del Commonwealth
- 1 medaglia:
  - 1 oro (Melbourne 2006 nei pesi supermassimi[2])